# Tomás de Zumalacárregui
Tomás de Zumalacárregui y de Imaz (baskiska: Tomas Zumalakarregi Imatz), född den 29 december 1788 i Ormaiztegi, baskiska provinsen Guipuzcoa, död den 25 juni 1835 i Zegama, Guipuzcoa, var en spansk militär med baskisk härkomst.
de Zumalacárregui lämnade vid Ferdinand VII:s död (1833) sin anställning som överste och militärguvernör i Ferrol för att följa Don Carlos, som utnämnde honom till general och högste befälhavare i Navarra. Han organiserade den karlistiska resningen i sin födelsebygd och spelade en framstående roll i kriget mot "cristinos". I juni 1835 framträngde han segerrikt i Navarra och Baskiska provinserna och ville med sin över 30 000 man starka här marschera på Madrid, men på Don Carlos befallning måste han vända sig mot Bilbao, vid vars belägring han dödligt sårades. Oböjlig handlingskraft och glänsande tapperhet skaffade honom ett ovanligt välde över folk och här.